# The Witches (pel·lícula de 1966)
The Witches, estrenada als Estats Units com a The Devil's Own, és una pel·lícula de terror britànica de 1966 dirigida per Cyril Frankel i protagonitzada per Joan Fontaine, Alec McCowen, Kay Walsh, Ann Bell, Ingrid Boulting (coneguda com a Ingrid Brett) i Gwen Ffrangcon Davies. Fet per Hammer Films, va ser adaptat per Nigel Kneale de la novel·la de 1960 The Devil's Own de Norah Lofts, publicada amb el pseudònim de Peter Curtis.

## Trama
La mestra d'escola Gwen Mayfield torna a Anglaterra després de patir una crisi nerviosa causada per un atac d'uns metges bruixots mentre treballava en una missió a Àfrica. Està contractada pel ric reverend Alan Bax, que dirigeix una escola al remot poble de Heddaby. Un cop allà, la Gwen descobreix que l'Alan no és realment un ministre, i només porta un collaret per "sensació de seguretat";l'única església del poble està en ruïnes. Mentrestant, fa amistat amb la germana d'Alan, una estimada periodista.
Els adults del poble s'oposen fermament al romanç entre dos dels estudiants de Gwen, Ronnie Dowsett i Linda Rigg, per raons que Gwen no pot entendre. Linda viu amb la seva àvia, que es rumoreja que és una bruixa i en Ronnie tem que abusi de Linda.
Com que en Ronnie és un estudiant dotat, l'Alan li proposa pagar la seva estada a una escola preparatòria fora del poble, però el pare del nen hi està en contra. Gwen s'ofereix voluntària per tutoritzar el nen. Ronnie li regala a Linda un ninot masculí com a parella de la seva femella, per representar-los com a parella. L'endemà, en Ronnie entra en coma, i la Gwen troba el ninot masculí amb agulles enganxades i el cap desaparegut. Se la mostra a l'Stephanie, que indica que algú podria estar practicant la bruixeria. Impressionada pel coneixement de la Gwen sobre les pràctiques màgiques a l'Àfrica, Stephanie la convida a ser coautora d'un article sobre la bruixeria a l'Anglaterra contemporània.
La supersticiosa mare de la Ronnie s'enfada quan la Gwen li pregunta sobre l'estat de la Ronnie. Més tard, va a casa de l'àvia Rigg per trobar un tracte. L'endemà, en Ronnie surt del coma i la seva mare l'agafa ràpidament per quedar-se amb els seus familiars a Gal·les. El pare de Ronnie s'enfronta a l'àvia Rigg i més tard és trobat ofegat en un estany proper.
La Gwen comença a pensar que les persones que es creuen bruixes estan darrere d'aquests incidents i s'adona que si estan intentant mantenir la Ronnie apartat de la Linda, podria significar que podrien estar planejant sacrificar-la com a verge. Ella anuncia la seva voluntat de declarar en la investigació sobre la mort del pare de Ronnie. Després d'una ferida causada pels gossos de Stephanie, la Gwen és portada a casa dels Baxes on és tractada pel metge local. Durant la nit, s'espanta per l'aparició sobtada d'un tòtem africà, i pateix una altra crisi nerviosa.
Mesos més tard, la Gwen es recupera en una residència d'avis sense records d'haver marxat mai d'Àfrica. Després que la nina d'una nena visitant desencadena el retorn dels seus records, s'escapa de l'hospital i torna a Heddaby, on és benvinguda a quedar-se de nou als Baxe. Un dels vilatans li xiuxiueja que la Linda, oficialment de vacances a casa del seu cosí, se l'han endut les bruixes.
Una nit, la Gwen veu des de la finestra dels Baxes un grup de persones corrent cap a l'església en ruïnes, i va a investigar, trobant un aquelarre de bruixes liderat per Stephanie, que revela que havia planejat iniciar Gwen a les seves files. Stephanie explica que ha après un ritual que allarga la vida mitjançant el sacrifici ritual d'una donzella pura, previst per a la nit següent, amb motiu de la marea de Lammas. El lloc del sacrifici s'ha de mantenir espiritualment net o el poder del ritual es tornarà sobre la bruixa. Incapaç de trobar on s'amaguen la Linda, la Gwen espera la cerimònia. Linda és allà, però en tràngol, incapaç d'ajudar en el seu propi rescat. Mentre Stephanie aixeca el ganivet ritual per matar la noia, la Gwen es talla i s'unta la seva sang a la túnica de Stephanie, profanant-la. Apresada per convulsions, Stephanie intenta treure's la roba bruta, però cau morta.
Setmanes més tard, lliure de la influència de Stephanie, Heddaby ha tornat a la normalitat. La Gwen tria quedar-se i treballar com a mestra d'escola per a l'Alan.

## Repartiment
- Joan Fontaine com a Gwen Mayfield
- Kay Walsh com Stephanie Bax
- Alec McCowen com Alan Bax
- Ann Bell com a Sally Benson
- Ingrid Brett com a Linda Rigg
- John Collin com a Dowsett
- Michele Dotrice com a Valerie Creek
- Gwen Ffrangcon-Davies com l'àvia Rigg
- Duncan Lamont com a Bob Curd
- Leonard Rossiter com el Dr. Wallis
- Martin Stephens com a Ronnie Dowsett
- Carmel McSharry com a Sra. Dowsett
- Viola Keats com a Sra. Mató
- Shelagh Fraser com a Sra. Riera
- Bryan Marshall com a Tom

## Producció
El poble de Hambleden, Buckinghamshire, va ser la locació de rodatge del poble fictici de Heddaby. Els interiors es van filmar als estudis de Hammer a Bray el mateix any que la famosa companyia de cinema de terror va desallotjar completament la seva llar per (principalment) Elstree i Estudis Pinewood. El repartiment comptava amb l'actor infantil Martin Stephens, aleshores de 17 anys. El repartiment secundari també incloïa Duncan Lamont habitual de Hammer, així com John Collin, Michele Dotrice, Leonard Rossiter i Bryan Marshall. La partitura va ser composta per Richard Rodney Bennett.

## Recepció crítica
Variety va anomenar la pel·lícula "entreteniment rutinari". The Hammer Story: The Authorised Biography of Hammer Films va qualificar la pel·lícula d'"inquietant, encara que compromesa per un clímax histèric", escrivint, "quan The Witches toca el balanç dret, finalment té èxit com un thriller apassionant, fins i tot si finalment decep com a terror de Hammer."